# Jerzy Mazzoll
Jerzy Mazzoll, dawniej Mazolewski (ur. 19 grudnia 1968 w Gdańsku) – polski klarnecista, wokalista i kompozytor yassowy.

## Życiorys
Muzyk związany przez pewien czas z klubem Mózg w Bydgoszczy i trójmiejską sceną yassową, choć występujący także np. w Warszawie. Twórca (w 1991) idei muzyki „arhythmic perfection”, improwizuje arytmiczne kompozycje używając czasem zamiast nut rysunków mających oddawać nastrój utworu. Używa także elementów klasycznego jazzu, folku i muzyki współczesnej (np. muzyki klezmerskiej z Amsterdamu). Uznany przez Jazz Forum za jednego z najciekawszych współczesnych polskich klarnecistów. 
W wieku 8 lat rozpoczął naukę muzyki u profesora Tadeusza Kamińskiego. Pod koniec lat 80. grał w grupach punkowych i alternatywnych. Później dołączył elementy off jazzu i wpisał się w nurt yassu. Grał w wielu składach (w zasadzie każda możliwa kombinacja kilku muzyków yassowych ma inną nazwę): Arhythmic Perfection, Knuth / Mazzoll, Miłość, Kazik i Mazzoll, Kury, Pieces of Brain, NRD a także w projektach autorskich: Niebieski Lotnik, The Prozelits, Mazzoll & Arhythmic Memory, Mazzoll & Arhythmic B&, Mazzoll & Diffusion Ensemble, Mazzoll & LooDzisco.
Współpracował m.in. z takimi muzykami, jak Django Bates, Peter Brotzmann, Jon Dobie, Alfred Harth, Kazik, Peter Kowald, Vytutas Labutis, Jeffrrey Morgan, Tony Oxley, Olga Szwajgier, Tomasz Stańko, Tymon Tymański, Olo Walicki.
Tworzy także instalacje multimedialne i jest autorem awangardowych filmów. Na początku lat 90. był związany z multimedialną galerią Delikatesy-Avantgarde, zdaniem Polityki jednej z najciekawszych galerii roku 1994 w Polsce.
Mazzoll jest starszym bratem basisty Wojtka Mazolewskiego.
Stypendysta Miasta Gdańska w dziedzinie kultury.

## Nagrody
- Laureat Nagrody Miasta Gdańska w Dziedzinie Kultury (za 2000)[3]